# Helmut Kater
Helmut Kater (ur. 30 sierpnia 1927 w Gdańsku, zm. 7 września 2012 w Timmendorfer Strand) – niemiecki polityk i związkowiec, parlamentarzysta krajowy i europejski.

## Życiorys
Pomiędzy 1943 a 1945 służył w Reichsarbeitsdienst i Luftwaffe, pod koniec wojny był jeńcem. W 1944 został przyjęty do Narodowosocjalistycznej Niemieckiej Partii Robotników. Zdobył wykształcenie średnie, kształcił się też jako urzędnik przemysłowy w fabryce Volkswagena w Wolfsburgu, gdzie pracował od 1947. W 1952 został etatowym pracownikiem związku zawodowego IG Metall, był m.in. specjalistą ds. edukacji i wykładowcą szkoły powiązanej z tą organizacją. Zasiadał w zarządzie Hessischen Berg- und Hüttenwerke AG, zajmował się również dziennikarstwem.
Od 1947 działał w Jusos, wstąpił do Socjaldemokratycznej Partii Niemiec, kierował jej strukturami w Wetzlar. Zasiadał w radzie miejskiej Lohr am Main. Od 1969 do 1976 zasiadał przez dwie kadencje w Bundestagu, od 1973 do 1975 był oddelegowany do Parlamentu Europejskiego.